# یواس‌اس پی‌سی-۱۱۴۰
یواس‌اس پی‌سی-۱۱۴۰ (به انگلیسی: USS PC-1140) یک زیردریایی بود که طول آن ۱۷۳ فوت ۸ اینچ (۵۲٫۹۳ متر) بود. این زیردریایی در سال ۱۹۴۳ ساخته شد.